# Graptocorixa abdominalis
Graptocorixa abdominalis är en insektsart som först beskrevs av Thomas Say 1832.  Graptocorixa abdominalis ingår i släktet Graptocorixa och familjen buksimmare. Inga underarter finns listade i Catalogue of Life.